# Jasione maritima var. sabularia
Jasione maritima subsp. sabularia é uma variedade de planta com flor pertencente à família Campanulaceae. 
A autoridade científica da variedade é (Cout.) Sales & Hedge, tendo sido publicada em Anales del Jardín Botánico de Madrid 59: 168. 2001.

## Portugal
Trata-se de uma variedade presente no território português, nomeadamente em Portugal Continental.
Em termos de naturalidade é nativa da região atrás indicada.

## Protecção
Encontra-se protegida por legislação portuguesa ou da Comunidade Europeia, nomeadamente pelo Anexo II e IV da Directiva Habitats e pelo Anexo I da Convenção sobre a Vida Selvagem e os Habitats Naturais na Europa.